# Rumer Willis
Rumer Glenn Willis (ur. 16 sierpnia 1988 w Paducah, Kentucky) – amerykańska aktorka, najstarsza córka Demi Moore i Bruce’a Willisa oraz pasierbica Emmy Heming.

## Życiorys
Urodziła się w Paducah w stanie Kentucky, gdzie jej ojciec kręcił film Na wrogiej ziemi. Imię dostała po brytyjskiej pisarce Rumer Godden. Jej matka, aktorka Demi Moore, zatrudniła kamerzystę, aby nagrał jej narodziny. Ma dwie młodsze siostry: Scout Larue (ur. 1991) i Tallulah Belle (ur. 1994).
Wychowywała się w Hailey w Idaho. Uczęszczała do Interlochen Arts Academy. W styczniu 2004 roku została zapisana jako studentka drugiego roku w Wildwood Secondary School w Los Angeles. Przez jeden semestr chodziła także na University of Southern California, jednak zrezygnowała z tej uczelni.

## Kariera
W 1995 roku wystąpiła razem ze swoją matką w filmie Koniec niewinności. Następnie pojawiła się w komedii sensacyjnej Striptiz. Zagrała również obok swojego ojca w takich filmach jak Jak ugryźć 10 milionów czy Osaczony.
W 2008 roku została rzecznikiem firmy produkującej odzież Ocean Pacific. W tym samym roku pojawiła się w komedii Króliczek i horrorze From Within. W 2009 roku zagrała jedną z głównych ról w filmie Ty będziesz następna. Potwierdziła także swój występ w filmie Wild Cherry, w którym zagra przyjaciółkę Kristin Cavallari, oraz w komedii romantycznej Slightly Single in L.A..
Pojawiła się w gościnnych występach takich seriali telewizyjnych jak Miss Guided, Poślubione armii, CSI: Kryminalne zagadki Nowego Jorku, Medium, 90210 czy Tajemnica Amy.
Wiosną 2015 brała udział w 20 edycji programu Dancing with the Stars, gdzie partnerował jej Valentin Chmerkovkiy. Zajęli 1. miejsce.

## Filmografia
- 2010: Walks
- 2009: Tajemnica Amy (The Secret Life of the American Teenager) jako Heather
- 2009: 90210 jako Gia
- 2009: Slightly Single in L.A. jako Dale Squire
- 2009: Ty będziesz następna jako Ellie
- 2009: Wild Cherry jako Katlyn Chase
- 2009: Medium (Medium) jako Bethany Simmons
- 2008: CSI: Kryminalne zagadki Nowego Jorku (CSI: NY) jako Mackendra Taylor
- 2008: Whore jako palaczka
- 2008: Streak jako Drea
- 2008: Króliczek (The House Bunny) jako Joanne
- 2008: From Within jako Natalie
- 2008: Poślubione armii (Army Wives) jako Renee Talbott
- 2008: Miss Guided jako Shawna
- 2005: Osaczony (Hostage) jako Amanda Talley
- 2000: Jak ugryźć 10 milionów
- 1996: Striptiz (Striptease) jako Angela Grant
- 1995: Koniec niewinności (Now and Then) jako Angela Albertson